# Girl's World
Girl's World為韓國女子團體，於2022年6月22日出道，目前成员為Hari一人。

## 活動經歷

### 2022年：出道、《라푼젤(Rapunzel)》
2022年6月22日，Windy (윈디)、Kyrin (카이린)、A-ra (아라) 三名韓國成員以 Girl's World 團體出道。並與ICU 2名成員推出主打歌曲《라푼젤(Rapunzel)》。

### 2023年：《Fly High (Thumbelina)》、Windy 和 Kyrin 退出團體
團體原計劃於2023年9月2日首次回歸，但8月19日宣布回歸日期移至10月2日。 該單曲的標題被透露為“Fly High (Thumbelina)”。
10月17日，Liz Entertainment宣布Windy和Kyrin退出組合，並將增加兩名新成員。

### 2024年：A-ra 退出團體、Hari 暫停活動
3月12日，A-ra由於健康原因，在她的Instagram上宣布她已經退出團體。
3月13日，Liz Entertainment表示，“儘管成員之間存在變動”，團體不會解散，他們將以新陣容打造“Girl's World二期”。